# Nick Sanders
Nick Sanders (alias Nick van der Heyde en Ronald Verkerk) was een personage uit de Nederlandse soapserie Goede tijden, slechte tijden.

## Acteur
Christophe Haddad
Contract: 13 november 2003 - 8 september 2009
Terugkomend gastrol: 5 juli 2011 - 23 november 2011
Gastrol: 2 januari 2012 - 19 januari 2012
Gastrol: 31 mei 2012 - 6 juni 2012
Gastrol: 17 oktober 2014 (second-screen in de 5000-app)
Terugkomend gastrol: 24 november 2014 - 15 januari 2015

## Levensverhaal
Nick kwam naar Meerdijk voor zijn vader, Ludo Sanders. De machtige zakenman wil niet geloven dat hij nog een kind heeft en wil niets van hem weten. Nick is echter door zijn moeder Sophia na de geboorte ter adoptie afgestaan aan Ella van der Heyde, een achternicht van Sophia. Als Nick dan wil weten wie zijn biologische vader is, komt hij naar Meerdijk. Ludo wil uiteindelijk toch een DNA-test doen: Nick is echt zijn zoon.
Een grote fout die Nick maakt, is dat hij Sjors Langeveld verkracht. Wanneer Nick op kerstavond wat te veel op heeft en Sjors hem naar zijn hotelkamer brengt, verkracht hij haar. Sjors is erg verdrietig, maar als haar moeder Martine Hafkamp hier lucht van krijgt, is zij razend. Martine laat Nick naar een slachthuis brengen. Daar dreigt ze hem voor zijn daden te castreren. Uiteindelijk doet ze dat niet, maar Nick is op dat moment zo bang dat hij in zijn broek plast.
Charlie Fischer is Nicks grote liefde. De twee ontmoeten elkaar op de werkvloer. Als ze verliefd zijn, en uiteindelijk besluiten te trouwen, doen ze dit in Las Vegas. In Nederland doen ze het over. Daarna gaan ze op huwelijksreis naar Portugal. Wat ze niet weten, is dat Sjors ze op de hielen zit om wraak te nemen op Nick voor de verkrachting. Wanneer het tot een confrontatie tussen de twee komt, hoort Charlie voor het eerst over de verkrachting. Samen zorgen ze ervoor dat er door een schot van het spijkerpistool dat Sjors had, een kroonluchter naar beneden valt en in Nicks kruis belandt. Als gevolg hiervan raakt hij onvruchtbaar. Toch is er een lichtpuntje voor Nick: Charlie blijkt op dat moment zwanger van hem te zijn. Als ze daarna een miskraam krijgt, is Nick zo boos dat hij haar dumpt. Zijn enige kans op een kind is verkeken en daarom scheiden de twee.
Toch horen de twee bij elkaar. Nick kan niet zonder Charlie en hij zorgt ervoor dat haar relatie met Dennis wordt verbroken. Het koppel trouwt later opnieuw. Nick is door het dolle heen als hij toch niet onvruchtbaar blijkt te zijn. Charlie is namelijk opnieuw zwanger. Ze krijgen een zoontje: Valentijn. Maar dan is er Lieve, een ex-vriendin van Nick, die Nick ontvoert en zich bij Charlie voordoet als verpleegster om haar met Valentijn te helpen. Als Charlie in een depressie raakt, weet Lieve haar kind af te pakken en ze vlucht. Lieve, die eigenlijk Alexandra heet, doet dit allemaal om op Nick wraak te nemen. Tijden hun relatie was zij zwanger van Nick geraakt, maar hij wilde een abortus. Door deze abortus is zij onvruchtbaar geraakt en nu wil ze Nicks kind. Nick wordt dan bevrijd door Jack van Houten en samen weten ze Valentijn op te sporen. Door de gebeurtenis raken Charlie en Jack verliefd en is Nicks relatie met Charlie voorbij.
Als Charlie en Jack vervolgens een auto-ongeluk krijgen, vertellen ze Nick dat Valentijn ook in die auto zat en verongelukt is. Jack weet het zo te spelen dat Nick denkt dat zijn zoon dood is. Nick wordt dan ook woedend als blijkt dat Charlie en Jack een kind adopteren, in werkelijkheid gewoon Valentijn, maar nu JJ genoemd. Hij wil dan opnieuw een kind en laat zijn sperma onderzoeken. Er blijkt een zaadje actief genoeg om een kind te kunnen verwekken. Nick wil een draagmoeder inschakelen, terwijl hij ondertussen met Lorena Gonzalez een relatie heeft. Zij kan dit niet begrijpen en huurt een draagmoeder in om Nick om te praten. Ondertussen kiest Nick haar als draagmoeder uit. Lorena weet het echter zo voor elkaar te krijgen, dat zij de moeder wordt van zijn kind wanneer ze zijn sperma in handen krijgt door hulp van Fos. Als Lorena daarna een miskraam krijgt, is Nick woedend. Lorena deed dit allemaal omdat Nick het wel erg gezellig had met Sjors, bij wie hij troost zocht vanwege zijn verdriet om Valentijn.
Een relatie met Sjors was het gevolg. Zij en haar verkrachter bouwden stap voor stap een relatie op, die leidde tot een verloving. Als Sjors dan hoort dat Nick een huurmoordenaar op Jack heeft afgestuurd, is voor haar de maat vol. Ze wil niet trouwen met de man die haar broer wilde vermoorden.
Nick heeft in de loop der jaren veel vijanden gemaakt. Zijn grootste vijand is Jack, maar ook met zijn oom Stefano Sanders had hij een vete. Ze wilden beiden de aandacht van vader Ludo. Dit eindigt in een kat-en-muisspel, waarin Stefano Nick aanrijdt. Hij raakt gewond aan zijn been, maar Stefano rijdt met zijn auto het water in. Stefano overleeft dit drama, maar Yasmin Fuentes, op dat moment zijn kersverse echtgenote, overlijdt. Ze zat bij hem in de auto om Stefano te helpen en over te halen geen gekke dingen te doen.
Jack is misschien wel Nicks grootste rivaal. Ze wilden weer allebei de aandacht van Ludo. Nick is verbijsterd als Ludo met Jack zaken wil doen. Dan raakt Nick door Jacks toedoen ook nog eens zijn baan bij Sanders Inc. kwijt. Jack heeft papieren vervalst, waardoor Nick beschuldigd wordt van handel met voorkennis. Als dan ook nog Valentijn zogenaamd omkomt bij een ongeluk in Jacks auto, stuurt hij een huurmoordenaar op hem af. Jack overleeft echter de wraakactie in Turkije.
Tijdens de cliffhanger van seizoen 18 wordt bekend dat JJ snel bloed nodig heeft van zijn vader, Nick Sanders. Hij heeft een bijzondere bloedgroep. Nick wil niets doen voor Charlie, die hem vraagt om zijn bloed. Dan biecht Charlie op dat JJ Valentijn is, Nicks zoon dus. Nick is verbijsterd, maar als Valentijn weer beter is gaan de twee een co-ouderschap aan.
Dit seizoen bereikte Nicks obsessie om door Ludo als een echte zoon gezien te worden, een hoogtepunt. Hij wil een baan bij Sanders Inc., maar Ludo weigert. Op sluwe manier wordt hij dan toch directeur van Telefonon. Als Ludo de confrontatie met Nick aangaat en zegt dat hij nooit een echte Sanders zal worden, slaat Nick door. Hij duwt zijn vader op de grond en wurgt hem totdat Maxime binnenkomt. Ludo wil niets meer met hem te maken hebben. Nicks wantrouwen in zijn tante Maxime Sanders wordt daarentegen steeds groter. Maxime maakt Nick bij iedereen zwart, maar wil hem wel zogenaamd helpen. Ondertussen maakt ze hem kapot. Dit leidt echter tot een climax. Nick valt Maxime aan bij het in huis gelegen zwembad en wil haar wurgen. Op het moment dat Maxime na een worstelpartij in het water opeens niet meer beweegt, vlucht Nick weg. Wanneer hij terugkomt om te kijken of ze echt dood is, blijkt Maxime te zijn verdwenen. Al snel loopt ze in Huize Sanders Nick tegen het lijf, waarna Nick haar weer probeert te wurgen. Ludo, die toevallig thuiskomt, weet beiden uit elkaar te drijven, waarna Nick wil vluchten omdat hij zich niet veilig waant voor Maxime. Ludo weet echter Nick met spoed te laten opsluiten in een kliniek omdat hij gevaarlijk is, waarna Nick de soapserie verlaat.
In 2011 wordt Nick ontslagen uit de kliniek en keert weer terug naar Meerdijk. Hier gaat hij op een verborgen geraffineerde wijze weer de strijd aan met Maxime Sanders en probeert hij Charlie Fischer weer voor zich te winnen, om zo zichzelf bij Charlie en Valentijn te krijgen om weer een gezin te vormen.
Charlie kiest uiteindelijk voor Rik, en Nick laat het er (voorlopig) bij zitten.
Nick zorgt ervoor dat Maxime verdacht wordt van poging tot moord op Janine, terwijl hij eigenlijk zelf heeft geknoeid met de medicijnen van Janine. De familie Sanders gelooft Nick op zijn woord.
Later besluit Charlie weer bij Nick in te trekken en weg te gaan uit meerdijk naar het buitenland. Nick gaat hier mee akkoord en Charlie, Nick en Valentijn gaan weg uit Meerdijk. Nick verlaat dan ook de serie.
Ondertussen doet Janine onderzoek naar degene die haar medicijnen heeft verwisseld met placebo's. Ze komt erachter dat niet Maxime, maar Nick dit heeft gedaan.
Wanneer Janine en Ludo aankondigen voor de derde maal met elkaar in het huwelijk te treden, keert Nick terug naar Meerdijk. Daar wordt hij met de waarheid geconfronteerd door Janine, Ludo en zijn neefje Lucas Sanders, en even later door niemand minder dan aartsvijand Maxime. Zij achtervolgt hem tot in de stallen van Huize Sanders, waar ze gewapend met hooivork en spade tegenover elkaar komen te staan. De stalling explodeert door Amy's moord-actie op Nina. Maxime belandt hierdoor in het ziekenhuis. Nick heeft de explosie overleefd maar is zwaar verbrand. Hij stapt een taxi in, waar hij een nieuwe identiteit krijgt: Ronald Verkerk. Niemand in Meerdijk weet dat Nick de gasexplosie heeft overleefd. Ook Charlie is op de hoogte gesteld door de familie Sanders en denkt dat hij door de gasexplosie zou zijn overleden.
Ruim twee jaar later begint Nick aan een wraakactie op Ludo. Als Ludo wordt gechanteerd door Lorena Gonzalez vanwege het witwassen van geld met Sanders Inc., komt hem dat goed uit. Hij besluit Veltman, het hoofd van Veltman Media Group, de andere partij in de witwaspraktijken, tegen Ludo op te zetten. Wanneer Nick Lucas Sanders ontvoerd en Veltman vermoordt, eist hij voor de terugkeer van Lucas dat Ludo zichzelf aangeeft voor de moord op Veltman. Ludo speelt het echter zo dat hij namens een hulpje van Nick een ontmoeting met hen regelt. Vincent Muller is echter ook bij de ontmoeting aanwezig, waardoor het fout gaat. Ludo heeft alleen het kenteken van de ontvoerder, de auto staat op naam van Ron Verkerk. Ron Verkerk is de alter ego van Nick sinds de brand in de stallen, maar dat weet Ludo niet. Nick Sanders is de ontvoerder van Lucas Sanders. Dit doet hij om zijn vader Ludo Sanders een blok te zetten en omdat hij zijn zoon Valentijn Sanders niet langer kan missen. Tijdens dit conflict laat Ludo een van zijn handlangers de auto van Nick saboteren, waardoor deze ontploft als hij de motor start. Nick overleeft deze aanslag echter wel. Uiteindelijk bekent Nick de misdrijven waar Ludo van beschuldigd wordt en licht Charlie in over de situatie. Hierdoor moet hij voor 20 jaar de gevangenis in.
Nadat Ludo in 2020 dood verklaard wordt, wordt door een notaris aan de familie Sanders bekendgemaakt dat Nick geen aanspraak wil maken om erfgenaam te zijn.
Als Ludo in juni 2025 wordt ontvoerd door Valentijn, krijgt hij van Valentijn te horen dat Nick negen maanden eerder is overleden in de gevangenis.

## Relaties
- Yasmin Fuentes (latrelatie 2003-2004)
- Charlie Fischer (relatie/getrouwd 2004-2005)
- Charlie Fischer (relatie/getrouwd 2006-2007)
- Lorena Gonzalez (relatie 2007-2008)
- Sjors Langeveld (relatie 2008)
- Charlie Fischer (verstandshuwelijk vanwege Valentijns bestwil 2008)
- Charlie Fischer (relatie 2012)
- Henriëtte Castro (getrouwd ?-2024)